# 스티븐 홀
스티븐 홀(Stephen Hall, 1969년 5월 17일 ~ )은 오스트레일리아의 배우, 각본가, 텔레비전 배우이다.
멜버른에서 태어났다.

## 영화
- 맥아더 : 일본 침몰에 관한 불편한 해석 (2012년) - 아이셀버거 장군 역
- 키스 미 데들리 (2008년)
- 킹콩 (2005년)
- 파워 레인저 - 다이노썬더 미국판 (2003년)
- 라스트 블릿 (1995년)
- 전사의 후예 (1994년)
- 피아노 (1993년)
- 이유없는 반항 (1992년)
- 루비와 라타 (1990년)